# Kaple svatého Antonína (Brno-Sadová)
Kaple svatého Antonína, lidově zvaná U Antoníčka, je drobné poutní místo v brněnském katastrálním území Sadová, blízko sídliště Lesná. Nachází se zde pramen a kaplička, v neděli okolo svátku sv. Antonína se zde konají mše pod širým nebem.

## Popis a historie místa
Na místě dnešní kapličky se dle pověsti nacházela poustevna jednoho z mnichů z nedalekého zrušeného kartuziánského kláštera. Voda pramenící v blízké studánce měla pověst zázračné, lidé si sem chodili vyprošovat zdraví a pomoc; v polovině 19. století sem vypravovaná procesí údajně zachránila Brno z morové epidemie. Na počest této události zde byla postavena kaplička, která byla roku 1924 přestavěna zhruba do dnešní podoby stavitelem Říhou z Židenic. V té době bylo rovněž upraveno okolní prostranství včetně schodiště k pramenu.
Po roce 1948 kaple chátrala, a i přes opravy v roce 1972 byl objekt po Sametové revoluci ve velmi špatném stavu. Z iniciativy P. Pavla Hověza, duchovního správce královopolské farnosti, se zde v letech 1993 a 1994 začaly konat první bohoslužby, v roce 1995 byla za účasti mnoha dobrovolníků z Lesné i Králova Pole provedena důkladná oprava zdevastované kaple včetně kamenných sedátek a nutné kanalizace.
Od roku 2005 spadá rekonstruovaný poutní areál pod nově vzniklou farnost Brno-Lesná. Poutní bohoslužba se koná vždy v neděli nejbližší 13. červnu – svátku Antonína Paduánského; o květnových nedělích zde probíhají májové pobožnosti.

## Pramen
Pramen ve studánce u Antoníčka je tvořen podpovrchovou vodou potoka a jeho průtok značně kolísá. Za dešťů a během jarního tání může dosahovat vydatnosti až 12l/min., v suchých obdobích naopak často vysychá. Ve vodě se odráží znečištění z potoka i okolní zahrádkářské kolonie, voda tedy není vhodná k pití.

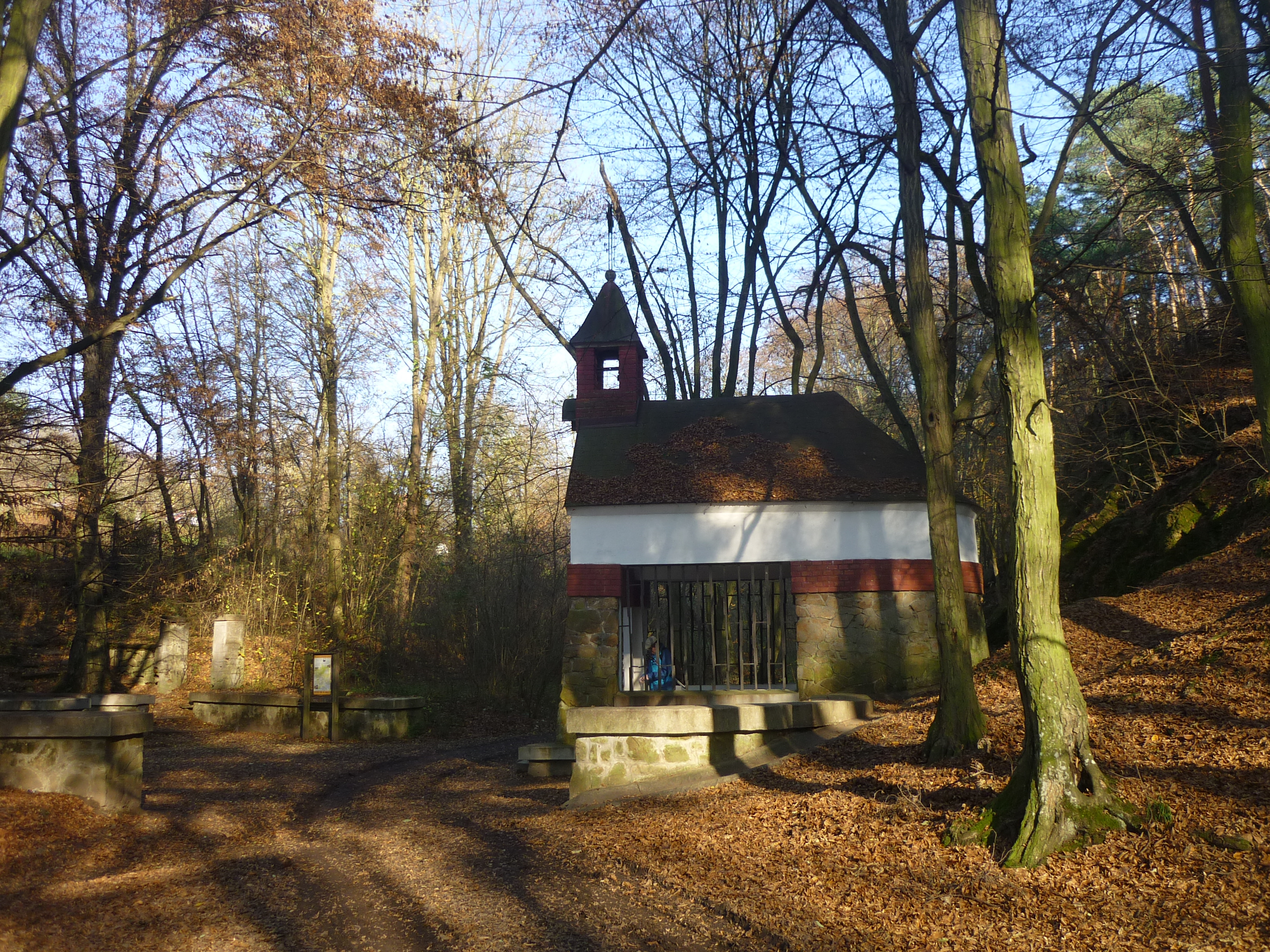
Pohled na poutní areál z jihu

## Zajímavosti
V roce 1888 se u kapličky setkali členové českých spolků a z výtěžku výletu byla postavena první česká mateřská škola v Brně-Králově Poli. V předválečných dobách zde o nedělích stávaly stánky s občerstvením a vyhrávala hudba.
Poblíž kaple byli pohřbeni vojáci z bitvy u Hradce Králové, kteří zemřeli na choleru v brněnském špitálu, jejich ostatky ale byly v roce 1902 převezeny na Ústřední hřbitov.